# 玉光劍氣集
《玉光劍氣集》，著者明季上元人張怡，是一部記載明末清初史事的筆記雜著，體例仿《世說新語》，分帝治、臣謨、法象、國是、敢諫、忠節、吏治、武功、識見、方正、清介、才能、理學、孝友、德量、義士、豪爽、高人、藝苑、著述、幼慧、技術、詩話、嘉言、俳諧、玄釋、列女、徵異、類物、雜記、懲誡三十一門類。
作者親歷甲申之變，從明王朝士大夫的立場出發，詳細記載了許多不詳見於他書的史事見聞，尤其對起於孔有德之叛、導致作者之父張可大戰死的壬申登州之變記載基於親見，詳盡真實。此外還有對於京城陷落後己身被李自成大順軍搜捕入獄的經歷記載。內容廣泛搜集，豐富多彩，蔚為大觀，歷來為研究晚明史籍者所重視。謝國楨對此書尤為推崇，於其人名著《晚明史籍考》中有記述。由於對明王朝忠臣義士的慷慨殉節表達了強烈情感（主要於「忠節」門中），且對於入關清兵燒殺淫掠的暴行多有揭露，在清代被列為全毀禁書，四庫存目。稿本原有著名遺民黄虞稷（字俞邰）、周在濬（周亮工子，號雲客）二人眉批旁批。有中華書局叢刊本行世。